# خوسيه ماريا سيسون
خوسيه ماريا سيسون (8 فبراير 1939 - 16 ديسمبر 2022) هو كاتب ناشط أعاد تنظيم وتأسيس الحزب الشيوعي في الفلبين، وأضاف الأفكار الماوية إلى فلسفة الحزب وأيدلوجيته، وهو الحزب الأساسي في الفلبين ولديه جناح عسكري يخوض حرباً شعبية ضد الدولة الفلبينية التي تستعين بالولايات المتحدة في معاركها 	ضد الجناح العسكري المسمى جيش الشعب الجديد المنتمي إلى تنظيم الجبهة الوطنية الديمقراطية الثورية، وهي العناصر الثلاث في التأسيس الثوري للحرب الشعبية الثورية في الفكر الماوي (الحزب، الجيش، الجبهة).
في أغسطس 2002 صُنِّف سيسون على أنه «شخص دعم الإرهاب» من قبل الولايات المتحدة. قضت أعلى محكمة ثانية للاتحاد الأوروبي إلى شطب اعتباره «شخص دعم الإرهاب» وعكست القرار الذي اتخذته حكومات الدول الأعضاء بتجميد الأصول المالية لسيسون.

## البدايات
ولد ماريا سيسون في إيلوكوس سور في 8 فبراير 1939 لعائلة بارزة من ملاك الأراضي، وخلال طفولته أظهر ميله إلى الفكر اليساري. درس ماريا سيسون في مدارس حكومية عكس أفراد عائلته وأقاربه الذين درسوا في مدارس خاصة. أتم دراسته في جامعة الفلبين وأكمل تعليمه في إندونيسيا وعاد إلى الفلبين ليعمل أستاذًا جامعيًا للآداب. انضم سيسون إلى الحزب الشيوعي وكان عضواً مؤسساً للحزب الاشتراكي والحركة الوطنية للنهوض، وشارك في منظمة الشباب الفلبينية المناهضة للحرب على فيتنام وشارك في الحركات الرافضة للديكتاتورية من قبل الرئيس ماركوس والسياسيين الفاسدين أتباع الإمبريالية والإقطاع البيروقراطي كما وصفوا، وقاد مجموعة من أصحاب الفكر الماوي كجزء من النضال الثوري.

## إعادة تأسيس الحزب
في 26 ديسمبر 1968، قام سيسون بتشكيل وترأس اللجنة المركزية للحزب الشيوعي في الفلبين (CPP)، وهي منظمة تأسست على الماركسية اللينينية- فكر ماوتسي تونغ (تحول إلى الماركسية اللينينية الماوية فيما بعد)، وبسبب خبرته وتجربته كقائد للشباب والعمل والنشاط الإصلاحي الزراعي. أعلن ما سمي بحركة التصحيح العظمى الأولى حيث انتقد والشباب الراديكالي قيادة الحزب الحالية التي تعمل وفق الفكر التحريفي الخورتشوفي كما وصفت، قائلًا أن حركته من أول وأهم الحركات التي تعتبر مناهضة التحريفية في العالم، وبسبب تبعية قيادة الحزب للقرار في موسكو السوفيتية وفشل القيادة بالاستمرار على النهج الشيوعي الحقيقي.
نجح سيسون بإعادة تأسيس كاملة للحزب الشيوعي ولم تكن انشقاقاً كبيراً كما حدث في معظم الأحزاب في دول العالم، فضُبط الخط السياسي العام للحزب الشيوعي الفلبيني بوصفه حزباً ثورياً يعمل على مرحلتين تضم الثورة الوطنية الديمقراطية كمرحلة أولى ثم مرحلة الثورة الاشتراكية.